# Tamara Mánina
Tamara Mánina (Petrozavodsk, Rusia, 16 de septiembre de 1934) es una gimnasta artística soviética, una de las más exitosas gimnastas de su generación, ya que consiguió ganar dos medallas de oro olímpicas entre las Olimpiadas de Melbourne 1956 y Tokio 1964 y cinco medallas de oro en Mundiales.

## Carrera deportiva
Sus mayores éxitos fueron las dos medallas de oro olímpicas en el concurso por equipo, donde fue compañera en el equipo soviético de Larisa Latynina o Polina Astakhova, entre otras grandes gimnastas, sus dos medallas de plata olímpica en la viga de equilibrio, o sus dos medallas de oro en el Mundial de Roma 1954 en salto y suelo. 
Como curiosidad, cabe destacar que ganó el bronce en el concurso por equipos con aparatos de las Olimpiadas de Melbourne 1956, un ejercicio similar al concurso de gimnasia rítmica que conocemos en la actualidad.